# La Schiavona
La Schiavona è un dipinto a olio su tela (117x97 cm) di Tiziano, databile al 1510 circa e conservato nella National Gallery di Londra.

## Storia
Nel 1640 l'opera è ricordata in casa Martinengo Colleone a Brescia, come opera di Tiziano. Passò nella raccolta Crespi di Milano nel 1900 e dopo alcuni passaggi di proprietà, tra cui la raccolta Cook di Richmond, pervenne nel 1942 al museo londinese.
Il titolo del dipinto è puramente tradizionale e si riferisce a una donna dalmata (della Schiavonia, che all'epoca indicava Dalmazia), che qualcuno ha riconosciuto dalla foggia dell'abito e dalla fisionomia. In realtà la dama ritratta fa parte della nobiltà dell'epoca, con costumi compatibili con quelli delle donne abbienti dei territori controllati dalla Serenissima. Alcuni hanno provato a identificare la donna con Caterina Cornaro, ipotesi priva però di qualsiasi riscontro. (H. Cook, 1915). Già assegnato a Giorgione, è oggi comunemente accettato come capolavoro giovanile di Tiziano, anche per l'assenza di quella modulata dolcezza del pittore di Castelfranco, sostituita piuttosto da una pulsante vitalità. Strette sono le analogie anche con la donna protagonista del Miracolo del neonato, affresco padovano di Tiziano databile al 1511.

## Descrizione e stile
Come nel coevo Ritratto di Ariosto, quest'opera presenta un ritratto a mezza figura su sfondo grigio uniforme e dietro a un parapetto marmoreo, dove si leggono le lettere "T. V.", per lo più interpretate come iniziali dell'artista (ma in relazione anche con le misteriose V.V. che si leggono in molti ritratti di Giorgione, forse componenti la parole "Vivo", cioè ritratto dal vivo).
Le forme procaci della donna, ritratta con eccezionale verismo e accuratezza, sono accentuate dagli ampi panneggi dell'abito color terra. Il busto è leggermente ruotato di tre quarti verso sinistra, mentre la testa guarda frontalmente lo spettatore, all'insegna di una notevole naturalità e scioltezza.
Nella parte rialzata del parapetto si vede un bassorilievo  di un profilo, ispirato dagli antichi cammei, che ritrae la donna stessa. Si tratta di un'aggiunta successiva a una prima stesura, ancora visibile in trasparenza con i contorni dell'abito che proseguono lungo il marmo.